# جنس شرجي فموي
جنس شرجي فموي (بالإنجليزية: Anal–oral sex)‏ أو لعق الشرج أو يشار إليه أيضاً بالاتصال بين الفم والشرج، هو شكل من أشكال الجنس الفموي التي تقوم على الاتصال بين فتحة الشرج أو المستقيم لشخص بفم أو لسان شخص آخر، إما بالتراضي أو كنوع من الإذلال المثير للطرفين. هذه الممارسة شائعة بين الرجال والنساء من مختلف الميول الجنسية، ممكن أن يعتبر مقدمة لممارسة الجنس الشرجي لأنه يجعل الطرف المتلقي يستريح ويتقبل هذه الممارسة لأن فتحة الشرج تسترخي مع مداعبة اللسان واللعاب الذي ينتج عن هذه الممارسة.

## التسمية
تعبير لعق الشرج هو ترجمة للمصطلح اللاتيني (Anilingus) المشتق من (anus تعني شرج + lingus تعني لعق).
تشمل الأسماء العامية التحفيف أو التأطير أو أكل الشرج أو خَلْط السَلطة.

## التطبيق

### بصفة عامة
يُعد الشرج من بين المناطق المثارة أو المحفزة جنسيا، حيث يُعتبر ضمن مناطق الشهوة الجنسية في الجسد، لكن إثارته تختلف ما بين الرجل والمرأة؛ كما أن هناك اختلافا في مستوى هذه الإثارة بين كل شخص وآخر.
من بين الأشخاص الذين يستمتعون عند تحريك شرجهم، وجدت الأبحاث أن ثلثهم يشعر بالنشوة أو على الأقل يقاربها.

### التزييت
في بعض الحالات، يٌمكن أن يبدأ مدمن هذه الحالة كجنس شرجي ثم فيما بعد ينتقل لإستعمال فمه، خصوصا وأن اللعاب يلعب دورا مهما في عملية التزييت وكذلك الانزلاق، وفي هذه الحالة فإن هذا النوع من الجنس لا يحتاج إلى تزييت قوي أو شيء من هذا القبيل.

## المخاطر
يُعتبر هذا النوع من الممارسات الجنسية خطرا في حال عدم اتخاذ الإجراءات الصحية الاحتياطية، حيث أنه قد يُسبب انتقال العديد من الأمراض الجنسية المعدية في نفس الوقت، خاصة وأن هناك تلاقي مباشر للفم مع فتحة الشرج، ومن بين الفيروسات الممكن انتقالها عند تطبيق هذا النوع من الممارسة الجنسية فيروس التهاب الكبد هذا بالإضافة إلى مرض الهربس. كما يسهم في انتقال العديد من الطفيليات المعوية والبكتيريا البرازية والغير برازية (من كلمة براز) والتي تتسبب هي الأخرى في أمراض متفاوتة الخطورة.
إن نسبة انتقال الفيروسات المسببة لالتهاب الكبد مرتفعة بشكل كبير، لكن ولحسن الحظ فالفيروس الرئيسي الذي ينتقل في هذه الحالة هو التهاب الكبد الوبائي أ، والذي يُعد أقل خطورة من الباقي، وذلك نظرا لاستطاعة مناعة الجسم البشري محاربته والقضاء عليه بسهولة نسبيا. في المقابل؛ فإن باقي الفيروسات من هذا الصنف على غرار التهاب الكبد الوبائي ب والتهاب الكبد الوبائي سي لا تنتقل إلا عن طريق الدم، وبالتالي فهذه الممارسة الجنسية تُصبح خطيرة عندما تتعرض شفاه أو فتحة شرج أحد الأشخاص لجرح صغير أو شيء من هذا القبيل، لأن ذلك قد يتسبب بشكل مباشر في انتقال أحد الفيروسات الخطيرة المذكورة أعلاه وقد تصل الأمور إلى درجة الإصابة بفيروس العوز المناعي البشري الفتاك.

### حالات الإصابة بطفيليات خبيثة
- حالة الشريطية:

تتميز هذه الدودة المستطيلة بمضيف متوسط، وقد تتواجد على مستوى الأبقار والخنازير الأليفة، حيث تنمو وتتكاثر عندما تجد الظروف المناسبة للعيش، كما يمكنها أن تعيش داخل الجسم البشري؛ حيث أنها تستطيع تلويثه وتدنيسه وذلك من خلال حقن بويضاتها ذاخله، وبعد مرور مدة معينة من النمو والتكاثر يصاب الجسم البشري بمرض يعرف بداء الكيسات المذنبة، وهو أخطر بكثير من داء الشريطيات حيث يهيج ويؤدي عضلات الدماغ.
ينصح الأخصائيين بعدم ممارسة الجنس الشرجي-الفموي مع شخص يعاني من داء الشريطيات، أو على الأقل استعمال واقي الفم، وفي بعض الأحيان تكون احتمالية هذا التدنيس أقل، وذلك بسبب حجم الديدان الشريطية التي يمكن رؤيتها بالعين المجردة.

### الوقاية
هناك عدة طرق للوقاية والحد من انتقال الفيروسات والبكتيريا عند تطبيق هذه الممارسة الجنسية، حيث أن الاغتسال بالصابون والماء كاف لتفادي الإصابة، لكن ليس بنسبة 100%.

#### واقي للأسنان
إن استعمال عارضة أو واقي للأسنان من مادة اللثى يلعب نفس الدور الذي قد يلعبه الواقي عند عملية الجماع. حيث أن هذا النوع من الإكسسوارات يُنصح به وبشدة؛ كما يتم استعماله في اللعق. لكن المشكلة تبقى في صعوبة الحصول عليه أو اقتنائه وذلك نظرا لتحريم معظم المجتمعات لهذا النوع من الممارسات الجنسية؛ في المقابل يُمكن صناعته ببساطة وذلك من خلال تقطيع الواقي ليناسب حجم الفم.

#### التنظيف
إن تنظيف فتحة الشرج قبل ممارسة هذا النوع من الممارسات الجنسية يسهم بشكل كبير إلى حد ما في الوقاية من الأمراض المنقولة الجنسية والتي قد تمر عبر البراز. لكن وبشكل عام فهذا الأخير لا ينقل معه بكتيريا صعبة العلاج أو قاتلة كتلك التي قد يحملها الدم أو الجدار الداخلي المعوي.
هناك العديد من الأشخاص الذين يفضلون ممارسة التنظيف والاغتسال بطرق مختلفة وذلك على غرار الولع بالحقن الشرجية.